# 하라정 (시즈오카현)
하라정(原町)은 시즈오카현에 존재했던 슨토군의 정이다. 현재의 누마즈시에 해당한다.
에도 시대에는 도카이도 오십삼차 중 하나인 하라주쿠가 설치되어 있었다. 

## 역사
- 1889년 4월 1일 - 정촌제 시행에 의해 슨토군 하라정이 성립하였다.
- 1959년 4월 29일 - 슨토군 하라정 및 우키시마촌이 합병해, 새로운 하라정이 성립하였다.
- 1968년 4월 1일 - 누마즈시에 편입되었다.

## 교통

### 철도
- 일본국유철도
  - 도카이도본선

국도 제1호선 현재는 도메이 고속도로와 신토메이 고속도로가 옛 촌을 통과하지만, 당시에는 미개통 상태였다. 